# 1927 في العراق
فيما يلي قوائم الأحداث التي وقعت خلال عام 1927 في العراق.

## سياسة

### في المنصب
- ملك العراق فيصل الأول.[1]
- رئيس الوزراء جعفر العسكري.[2]
- رئيس مجلس الاعيان يوسف السويدي.
- رئيس مجلس النواب عبد المحسن السعدون[3]

### نهاية منصب
- 8 حزيران: استقالة عبد المهدي المنتفكي وزير المعارف.[4]
- 18 ديسمبر: أستقالة رشيد عالي الكيلاني وزير الداخلية و ياسين الهاشمي وزير المالية.[5]
- 20 ديسمبر: عقد اتفاقية بين بريطانيا و الحكومة العراقية.[6]

## أحداث
- 5 نيسان : زار الملك فيصل الأول كركوك لافتتاح أول بئر نفطي في حقولها.[7]

- تأسيس الكلية الطبية الملكية في بغداد.[8]

## مواليد
- 24 تشرين الثاني – أحمد فوزي، كاتب وصحفي عراقي